# Aechmea melinonii
Aechmea melinonii là một loài thực vật có hoa trong họ Bromeliaceae. Loài này được Hook. mô tả khoa học đầu tiên năm 1861.